# Oleksandr Petrakov
Oleksandr Vasyl'ovyč Petrakov (in ucraino Олександр Васильович Петраков?Oleksandr Vasylyovych Petrakov; Kiev, 6 agosto 1957) è un allenatore di calcio ed ex calciatore ucraino, di ruolo difensore.

## Biografia
È sposato con Irina, dalla quale ha avuto due figli Viktoria e Jevhen. In seguito all'invasione russa dell'Ucraina del 2022 si è rifiutato di scappare da Kiev e si è arruolato nelle Forze di difesa territoriale.

## Carriera

### Allenatore
Dal 2010 riveste l'incarico di commissario tecnico di diverse selezioni giovanili della nazionale ucraina. 
Nel 2015 con l'Under-20 ai mondiali di categoria arriva primo del girone, ma viene eliminato agli ottavi dal Senegal. Il centrocampista ucraino Viktor Kovalenko sarà il capocannoniere della competizione.
Con l'Under-19 nel campionato europeo di categoria del 2018 ottiene il primo posto nel girone dopo aver battuto la Francia e aver pareggiato contro l'Inghilterra, poi viene eliminato in semifinale dal Portogallo futuro campione.
Nel 2019 è alla guida dell'Under-20, con cui si aggiudica da imbattuto il campionato mondiale di categoria in Polonia, vincendo sei partite su sette.
Nell'agosto 2021 viene nominato commissario tecnico della nazionale maggiore ucraina, ruolo che lascia il 12 gennaio 2023.
Il 14 gennaio 2023 viene nominato commissario tecnico della nazionale armena, incarico da cui viene esonerato il 13 ottobre 2024.

## Palmarès

### Allenatore

#### Nazionale
- Campionato mondiale Under-20: 1

Polonia 2019